# طائر نوء أوروبي

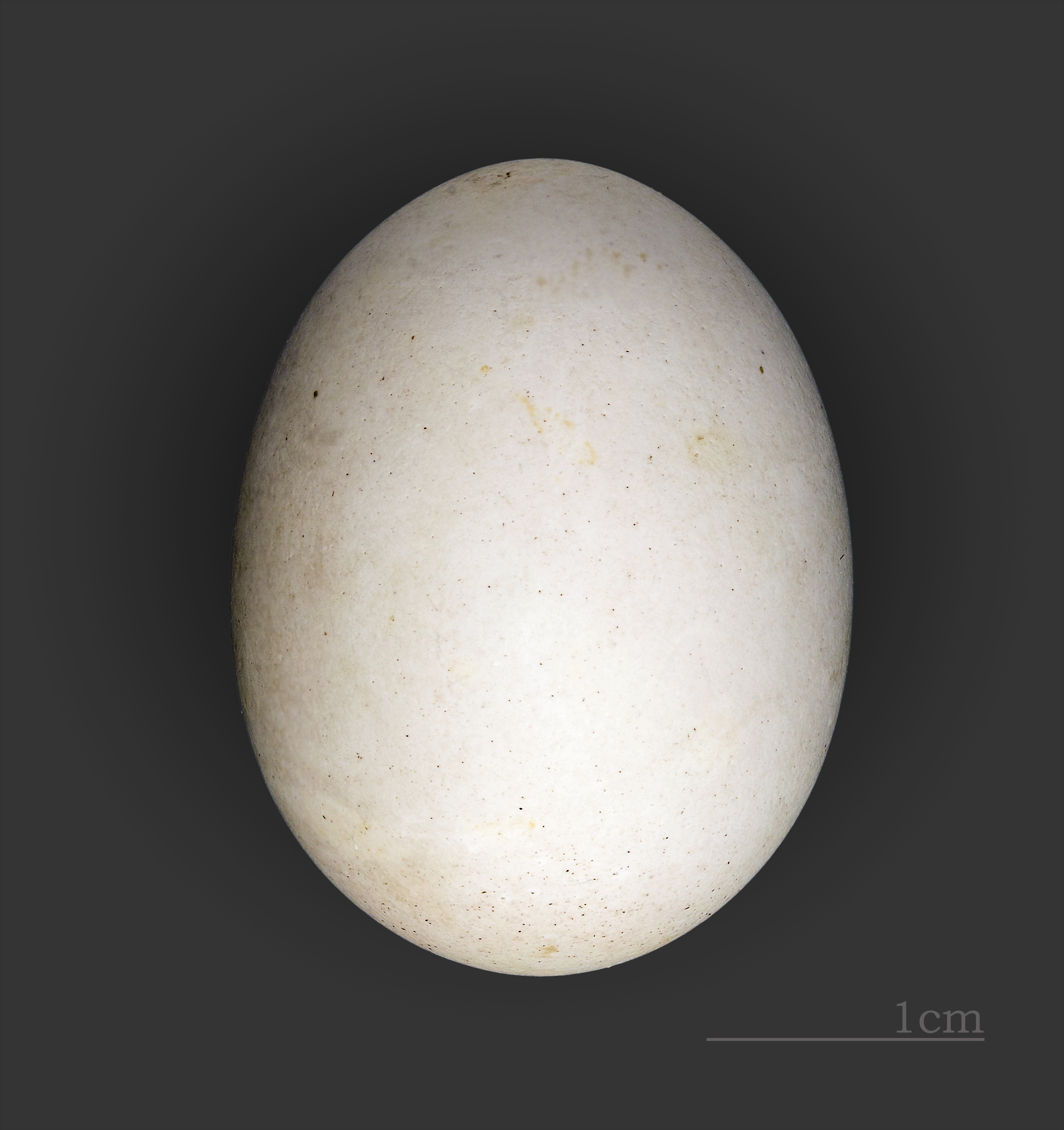
طائر نوء أوروبي

طائر نوء أوروبي (الاسم العلمي: Hydrobates  pelagicus) (بالإنجليزية: European  Storm  Petrel)‏ هو طائر ينتمي إلى طيور النوء (فصيلة: Hydrobatidae).